# Первомайське урочище
«Первомайське» — заповідне урочище місцевого значення, розташована на території Вишгородського району Київської області. Займає площу 82,1 га.
Урочище знаходиться в межах Першотравневого лісництва ДП «Київська лісова науково-дослідна станція», квартал 3 виділ 1, квартал 49 виділ 10, квартал 96 виділ 2, квартал 112 виділ 2, квартал 117 виділ 1, квартал 123 виділ 5, квартал 135 виділи 1, 5, на території Новопетрівської та Старопетрівської сільських рад Вишгородського району. 
Об’єкт оголошено рішенням виконавчого комітету Київської обласної ради народних депутатів від 18 грудня 1984 р. № 441, змінено межі рішенням Київської обласної ради від 20 листопада 2003 р. № 134-10-XXIV «Про зміну меж територій природно-заповідного фонду місцевого значення Київської області».
Урочище є високопродуктивними сосновими насадженнями.

## Галерея

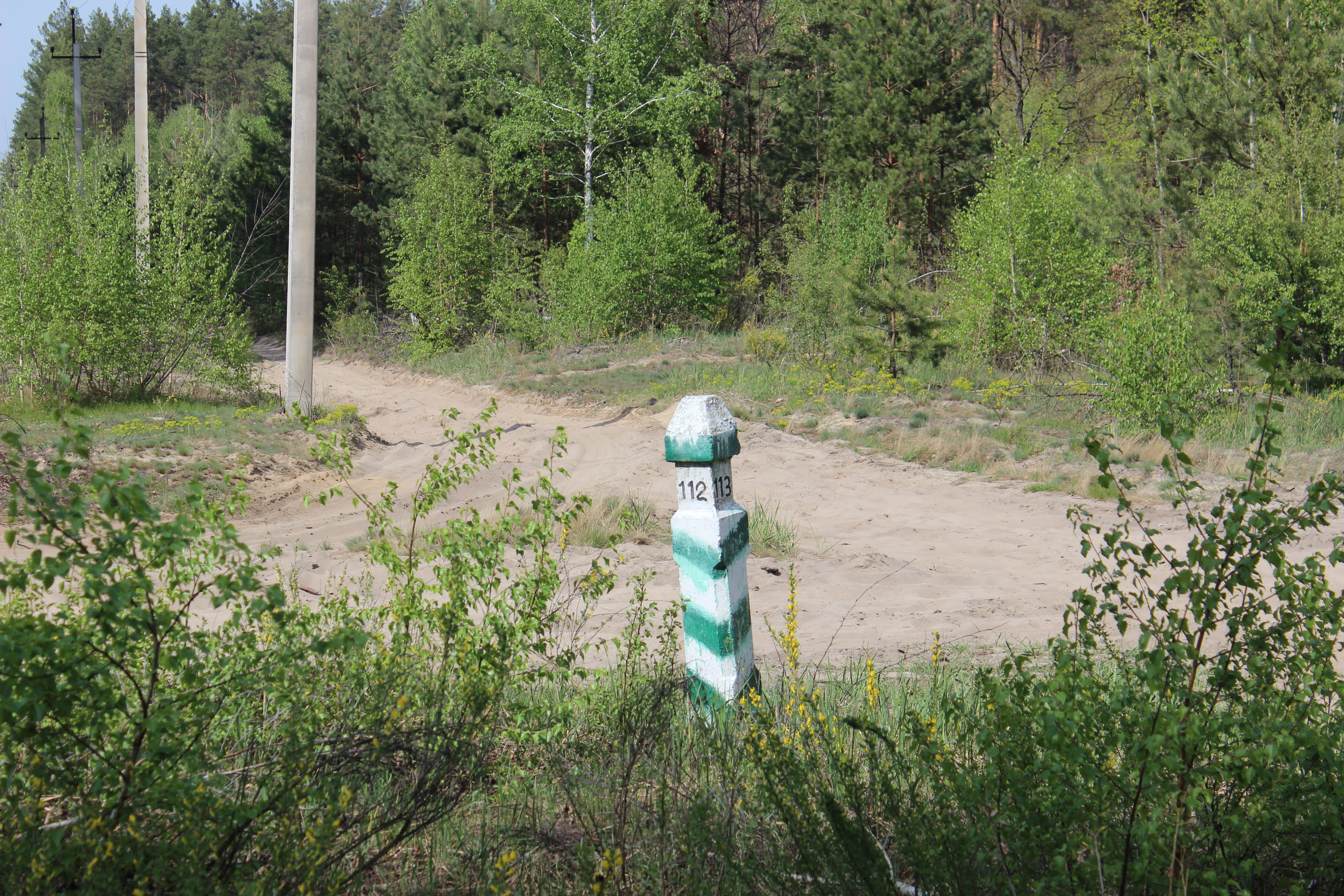
Квартальний стовпчик
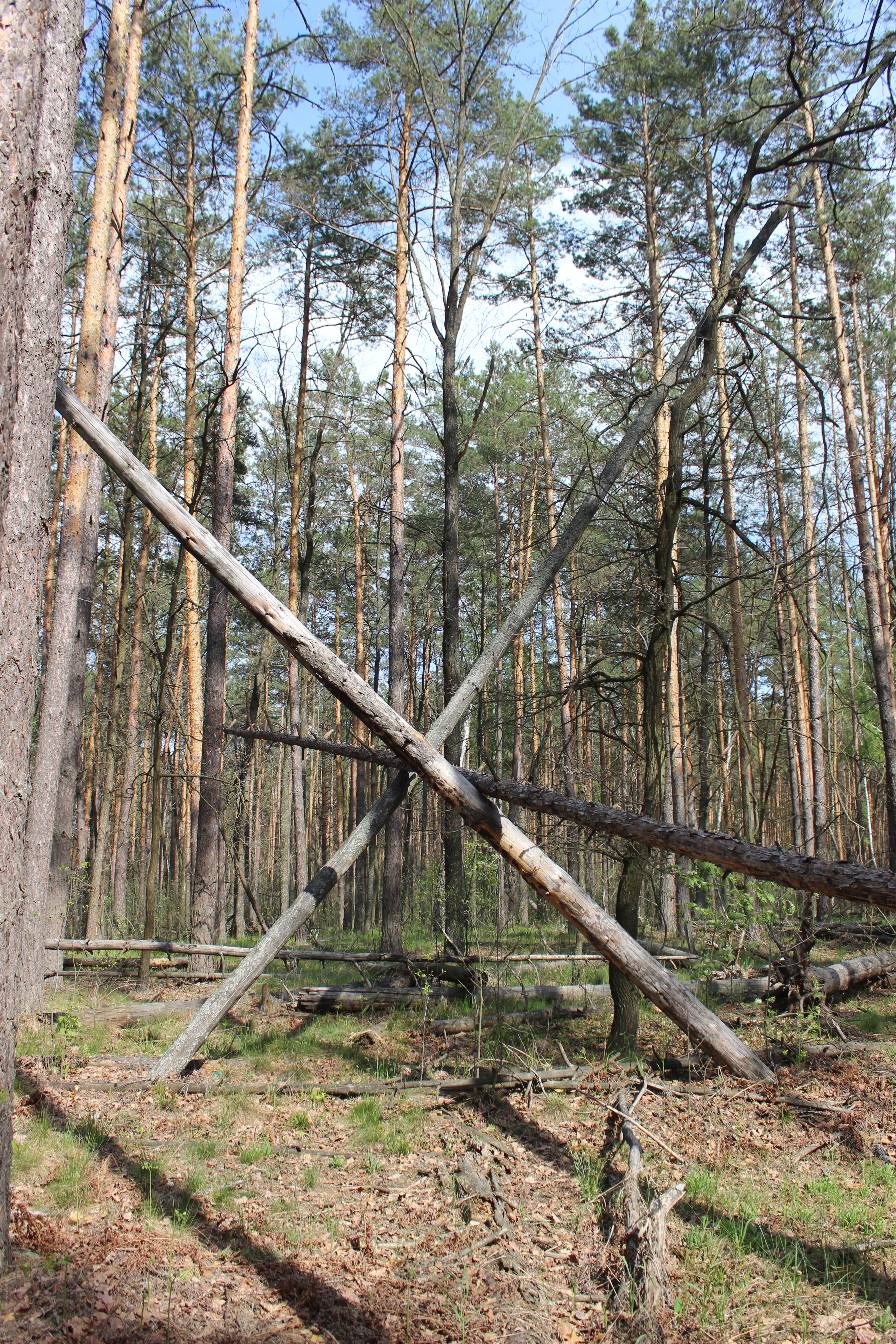
Завал стволів
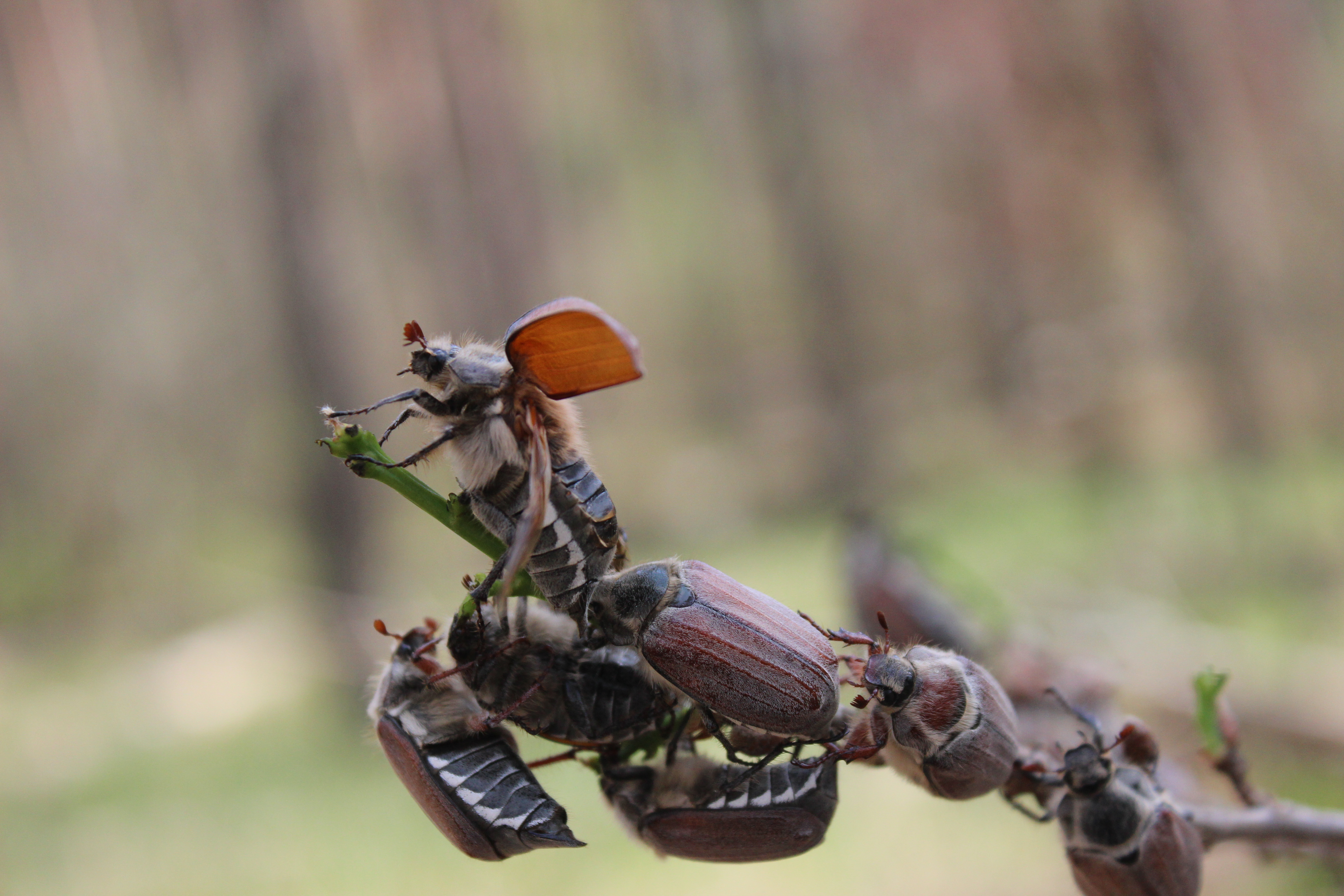
Хрущі
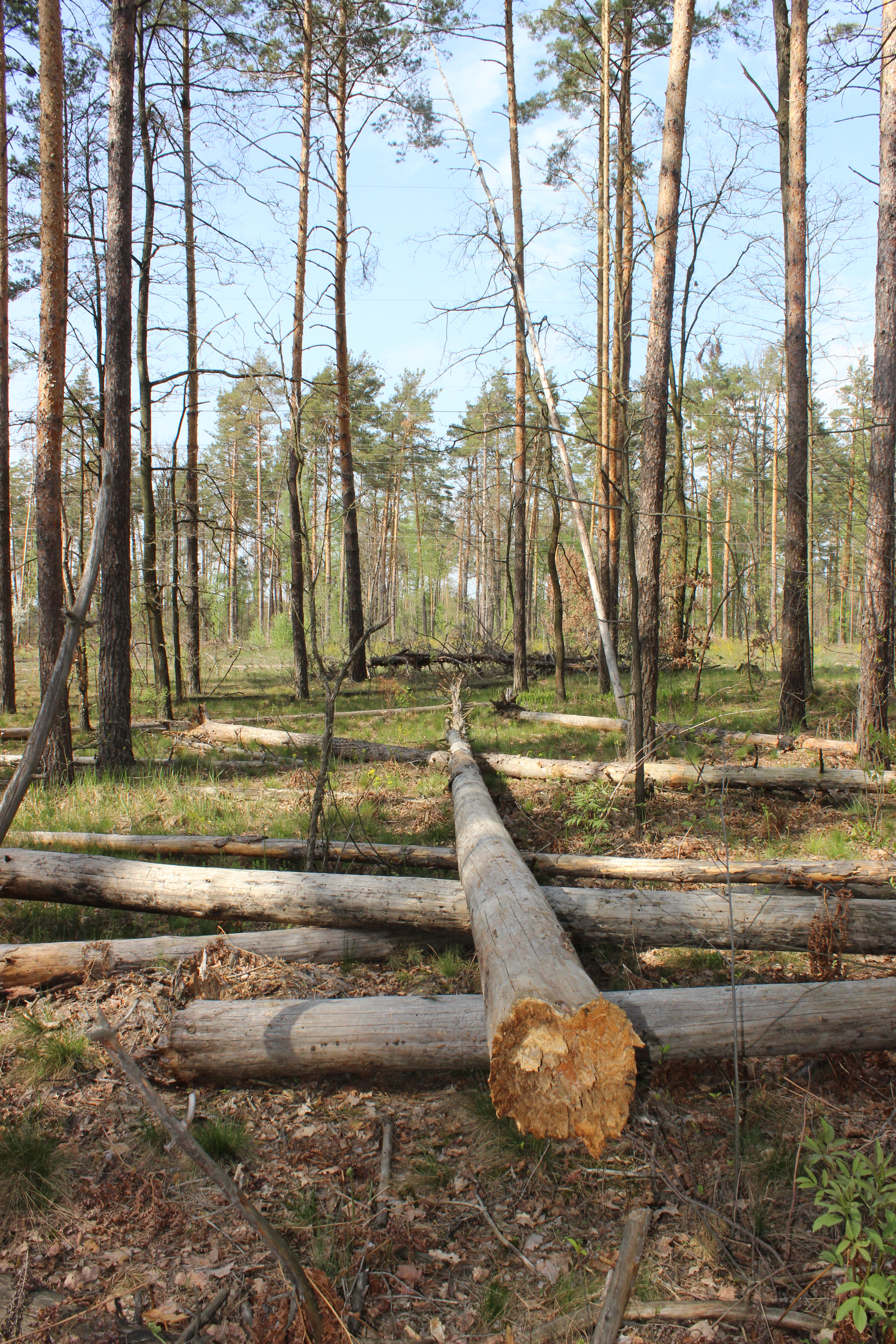
Завал стволів
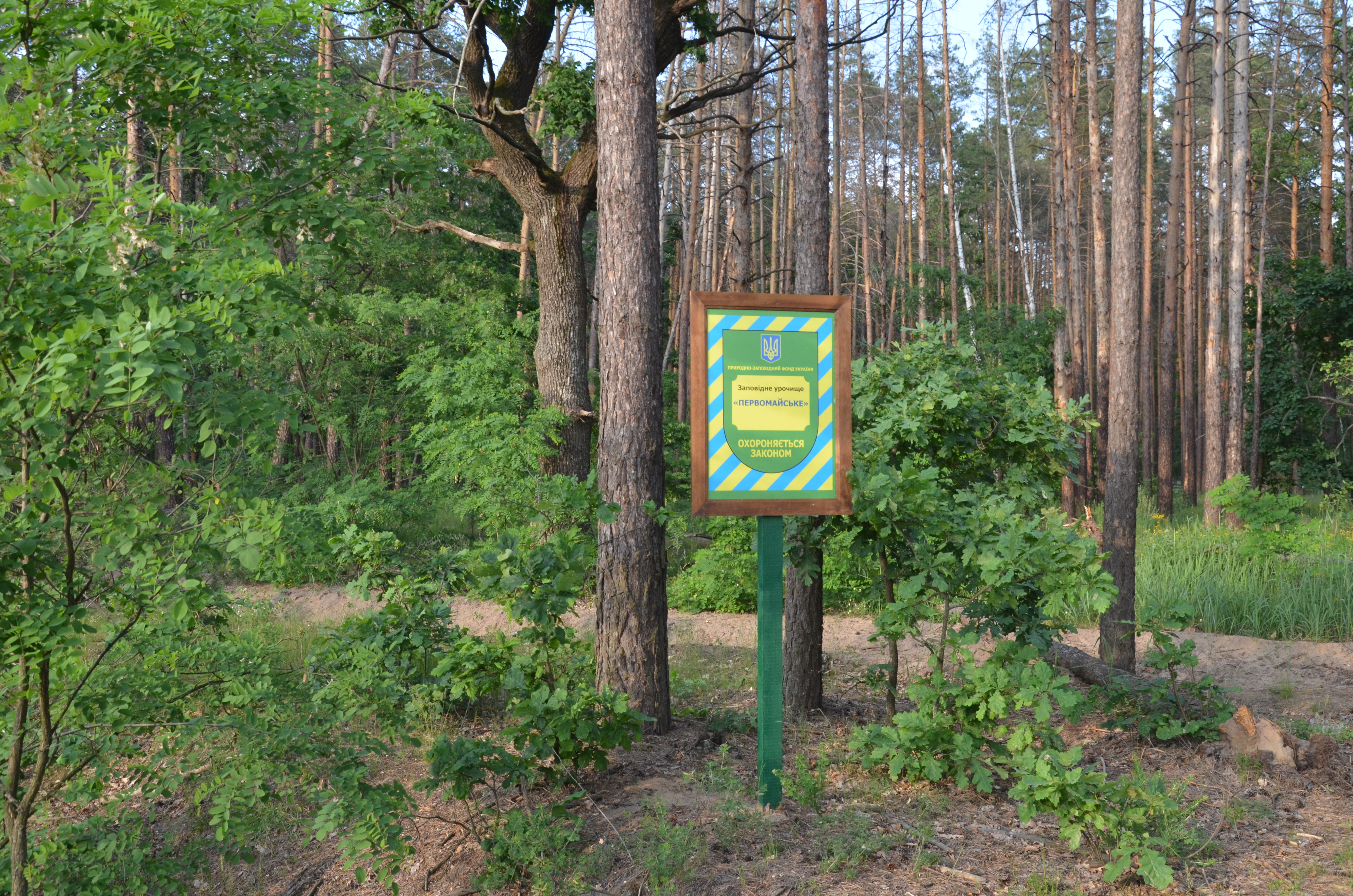
Табличка
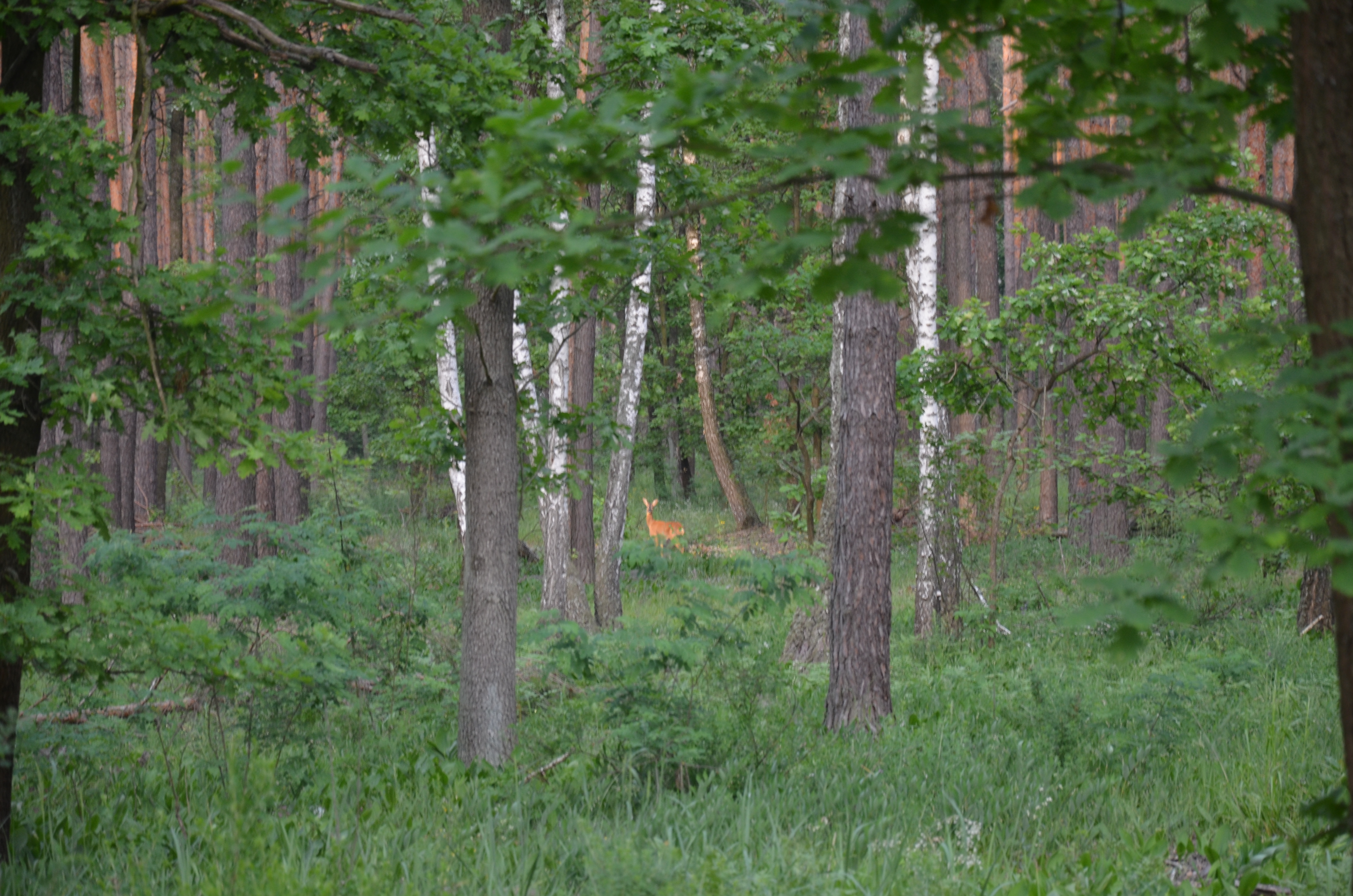
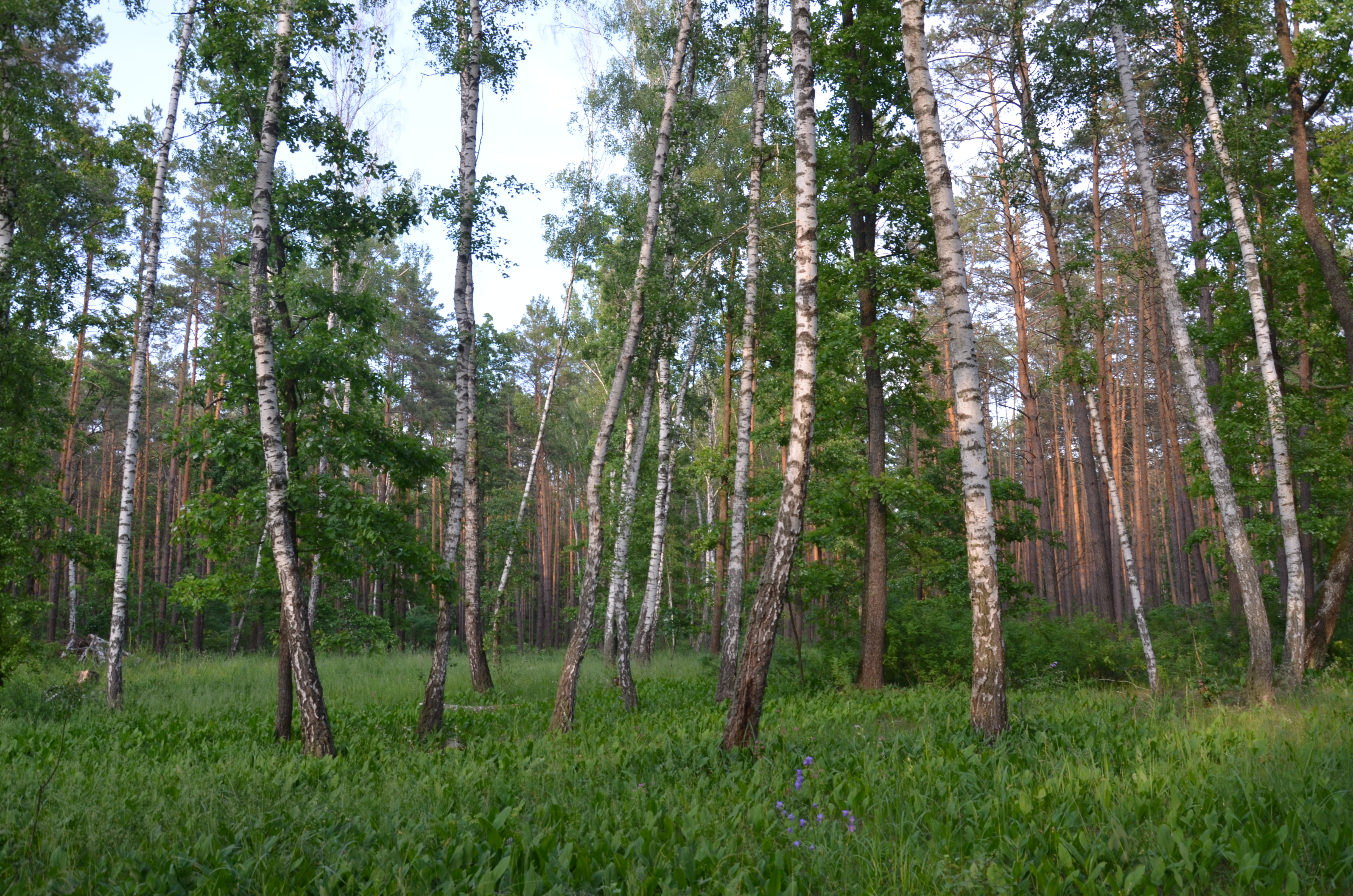
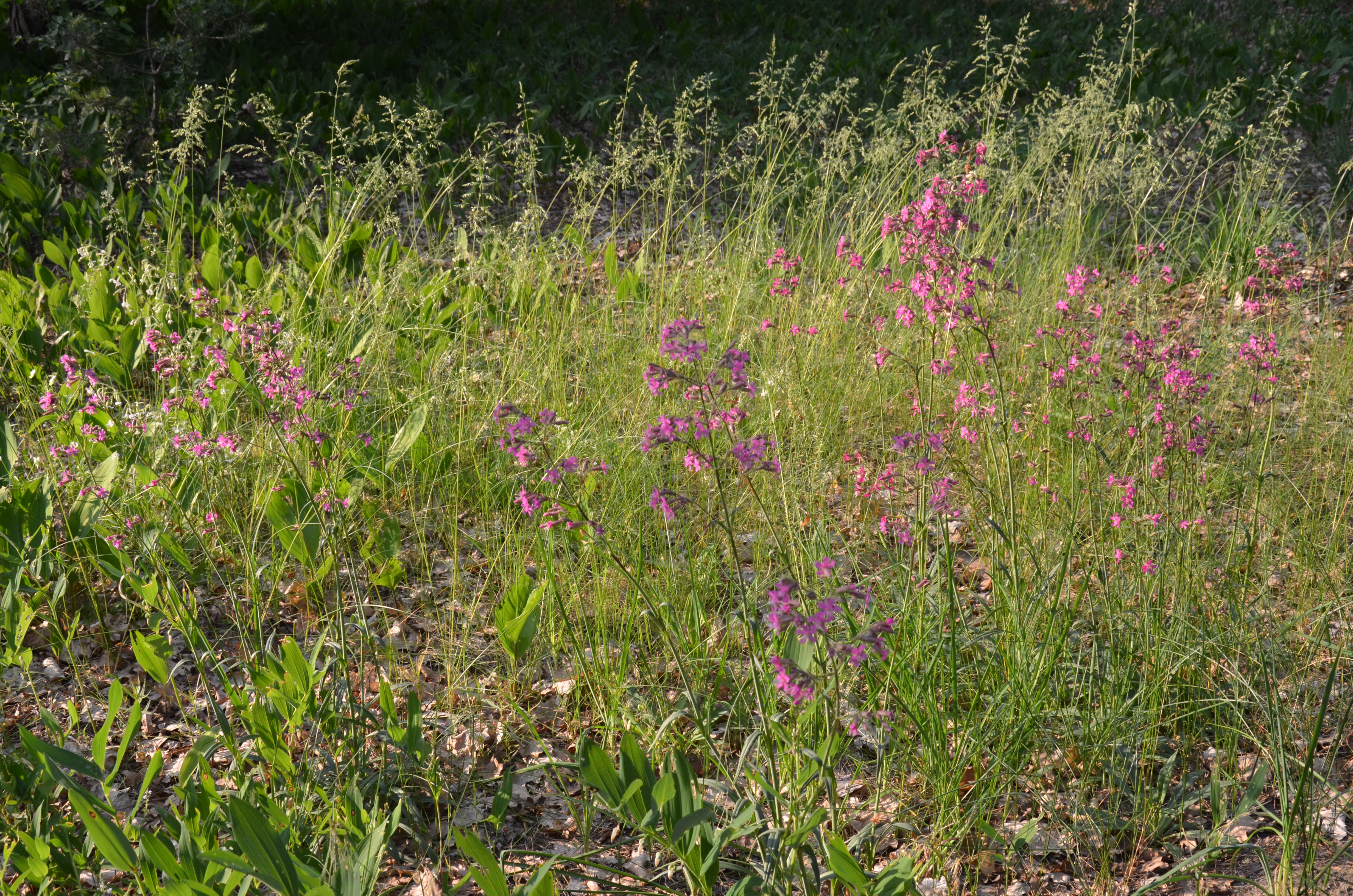
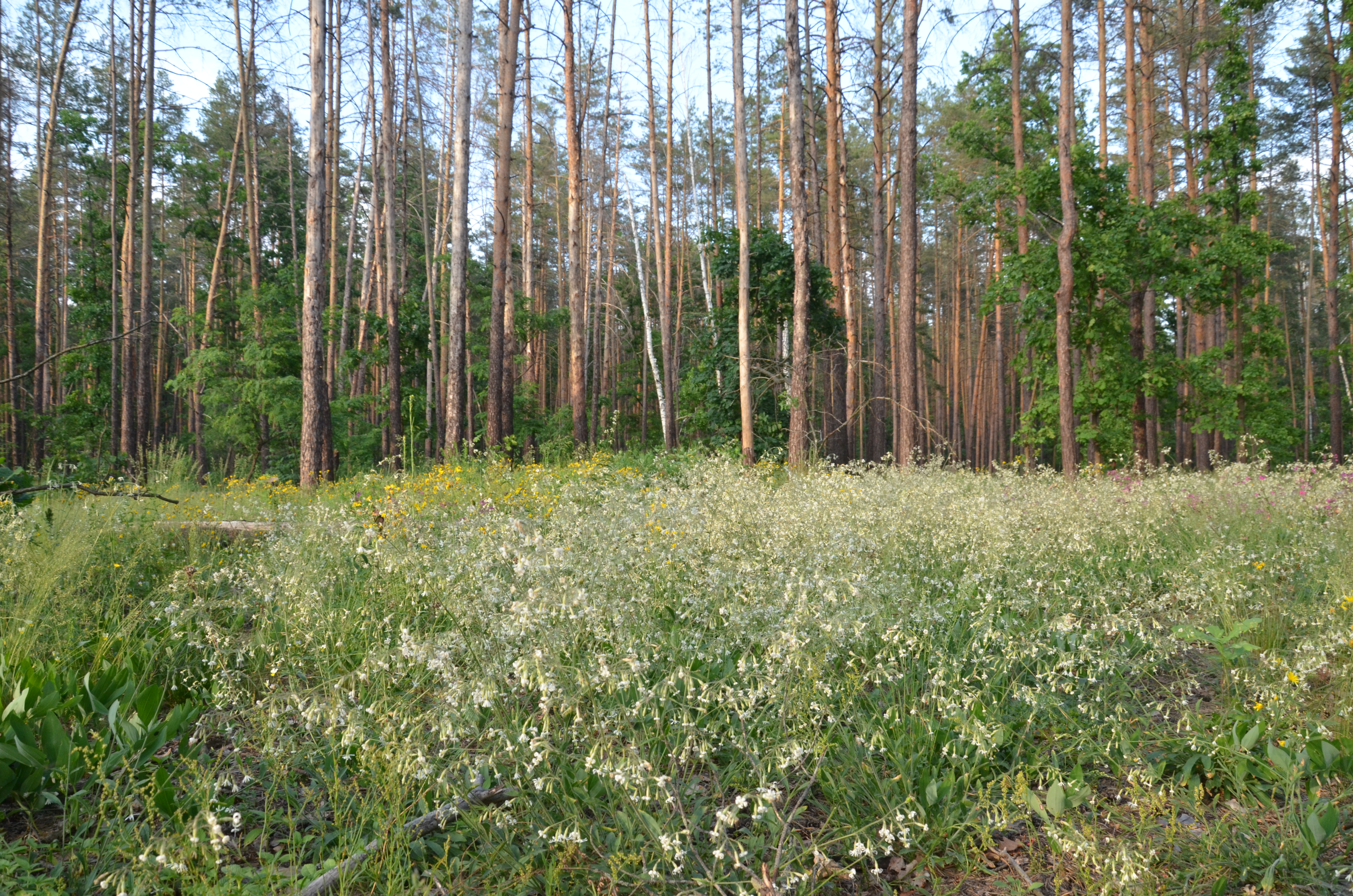
Первомайське урочище

## Скасування
Об'єкт скасований згідно рішення Київської обласної ради від 22.06.2020 N 879-35-VII "Про оголошення нововиявлених територій та об’єктів природно-заповідного фонду місцевого значення, скасування статусу та зміну меж існуючих територій та об’єктів природно-заповідного фонду місцевого значення на території Київської області" .